# Мідлсбро
Мі́длсбро (англ. Middlesbrough) — велике місто в графстві Північний Йоркшир, на північному сході Англії, морський порт в гирлі річки Тіс, великий промисловий центр.
Герб міста являє собою білий щит, на якому зображено блакитного лева під двома кораблями, що символізують порт Мідлсбро.. Внизу щита нанесено девіз міста «Erimus» (з латинської «Ми будемо»), що був обраний у 1830 році як девіз Мідлсбро для позначення волі міста до зростання.

## Спорт
У місті базується футбольна команда «Мідлсбро», що виступає у Чемпіоншипі.

## Міста-побратими
- Мідлсборо, Кентуккі, США
- Оберхаузен, Німеччина (1974)
- Дюнкерк, Франція (1976)
- Масвінго, Зімбабве (1990)

## Відомі люди
- Всесвітньо відомий дослідник, мореплавець, картограф і капітан Джеймс Кук народився в Мартоні, який зараз є передмістям на півдні Мідлсбро.
- В художньому коледжі Green Lane міста навчався Девід Ковердейл — британський співак, автор пісень та музики, найзнаменитіший завдяки роботі в рок-гуртах Deep Purple та Whitesnake.
- Народився Кріс Рі — британський співак та гітарист.